# Општина Обрежа (Караш-Северин)
Обрежа (рум. Obreja) општина је у Румунији у округу Караш-Северин.
Oпштина се налази на надморској висини од 234 m.